# Probreviceps
Probreviceps är ett släkte av groddjur. Probreviceps ingår i familjen Brevicipitidae.
Kladogram enligt Catalogue of Life:
| Probreviceps | \| \| Probreviceps durirostris \| \| \| \| \| \| Probreviceps loveridgei \| \| \| \| \| \| Probreviceps macrodactylus \| \| \| \| \| \| Probreviceps rhodesianus \| \| \| \| \| \| Probreviceps rungwensis \| \| \| \| \| \| Probreviceps uluguruensis \| \| \| \| |
|              | \| \| Probreviceps durirostris \| \| \| \| \| \| Probreviceps loveridgei \| \| \| \| \| \| Probreviceps macrodactylus \| \| \| \| \| \| Probreviceps rhodesianus \| \| \| \| \| \| Probreviceps rungwensis \| \| \| \| \| \| Probreviceps uluguruensis \| \| \| \| |
|              | Balebreviceps |
|              | |
|              | Breviceps |
|              | |
|              | Callulina |
|              | |
|              | Spelaeophryne |
|              | |
|              | Probreviceps durirostris |
|              | |
|              | Probreviceps loveridgei |
|              | |
|              | Probreviceps macrodactylus |
|              | |
|              | Probreviceps rhodesianus |
|              | |
|              | Probreviceps rungwensis |
|              | |
|              | Probreviceps uluguruensis |
|              | |

|  | Probreviceps durirostris   |
|  |                            |
|  | Probreviceps loveridgei    |
|  |                            |
|  | Probreviceps macrodactylus |
|  |                            |
|  | Probreviceps rhodesianus   |
|  |                            |
|  | Probreviceps rungwensis    |
|  |                            |
|  | Probreviceps uluguruensis  |
|  |                            |